# Södermanlands runinskrifter 328

Runinskrift Sö 328  är en runsten som står tillsammans med en bautasten på gården Tynäs mark, öster om Sundby, som är en stadsdel av Strängnäs. De står på en mindre åkerholme helt nära Tynäsvägen i Aspö socken och Åkers härad. 

## Stenen
Stenen är 220 cm hög över marken och nästan oskadd. Materialet är gråsten. Den hittades 1913 liggande med runsidan nedåt på den lilla kullen där den nu står och detta anses vara dess ursprungliga plats. De båda stenarna står bland några yngre ekar och andra lövträd på den lundlika kullen i ett öppet odlingslandskap. På vikingatiden då runstenen ristades anlades här över det sankaste stället den broanläggning som står omnämnd i texten.  
Runslingan är en profilerad och rundögd drake med trubbnos, som är fjättrad till sin egen svans med en boja och ornamentiken går i Ringerikestil. Texten börjar vid drakens huvud och löper motsols, så att runornas bas hamnar utåt. Ristaren använder svensk runrad från 1000-talet. Hans disposition är slarvig, många runor står utanför slingan. Han behåller N före T. S-runan förekommer både rätt- och spegelvänt. Han använder U-runan för ljudet o (i Thorulf), vilket är karakteristiskt för äldre ristningar. Stenen är rest av två syskon för att hedra sin fader, även modern Asa står omnämnd. Underlaug är troligen samma kvinna vars namn finns med på stenen Sö 280 vid Strängnäs domkyrka. Den från runor översatta texten lyder enligt inskriften nedan:

## Inskriften
Runsvenska: þurulfR × auk × untrlauh : þau : raistu × stina × þasi auk × bru × kia(r)(þ)(u) -(t) (k)u(þ)ui × faþur : sin buanta × asu ×
Normaliserad: ÞorulfR ok Undrlaug þau ræistu stæina þasi ok bro gærðu [a]t Guðve, faður sinn, boanda Asu
Nusvenska: Thorulf och Underlaug, de reste dessa stenar och gjorde bro efter Gudver sin fader, Asas make.

## Bildgalleri

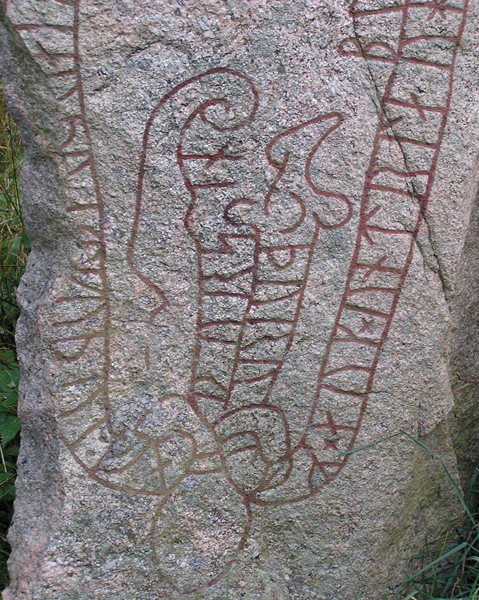
Drake fjättrad med boja.
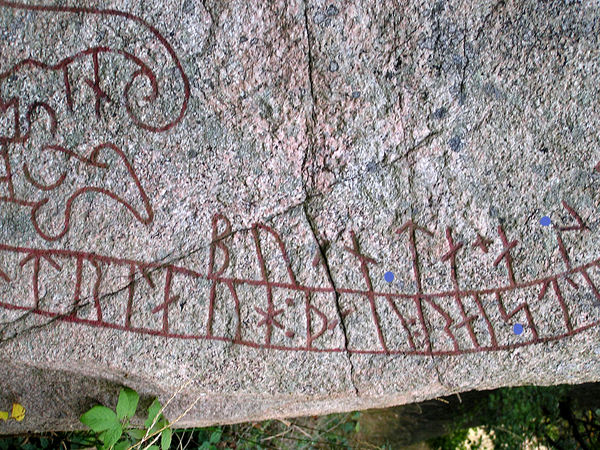
Många runor står utanför slingan.

### Fotnoter
1. ↑  Runstenar i Södermanland, sid. 93, red. Ingegerd Wachtmeister, Södermanlands museum, 1984, ISBN 91-85066-52-4